# Passage (альбом)
Passage — пятый студийный альбом американской прогрессивной группы Bloodrock, изданный в ноябре 1972 года.
Перед записью Passage из группы ушли вокалист Джим Ратледж и соло-гитарист Ли Пикенс. На место Ратледжа был приглашен Уоррен Хэм из группы Israfel. Замену Пикенсу искать не стали и Ник Тейлор стал исполнять партии и соло-, и ритм-гитары.
На этом альбоме группа окончательно ушла от своих хард-роковых корней к исполнению прогрессивного рока. Это последний альбом Bloodrock, попавший в американский чарт, он занял 104-ю строчку.
Песня «Thank You Daniel Ellsberg» посвящена американскому военному аналитику Даниэлю Эллсбергу.

## Список композиций
| №                   | Название                    | Автор(ы)                           | Длительность |
| ------------------- | --------------------------- | ---------------------------------- | ------------ |
| 1.                  | «Help Is on the Way»        | Рик Кобб, Стиви Хилл               | 4:35         |
| 2.                  | «Scottsman»                 | Уоррен Хэм, Ник Тейлор, Стиви Хилл | 3:45         |
| 3.                  | «Juice»                     | Уоррен Хэм, Стиви Хилл             | 3:37         |
| 4.                  | «The Power»                 | Майк Пицш                          | 4:22         |
| 5.                  | «Lifeblood»                 | Рик Кобб, Уоррен Хэм, Стиви Хилл   | 5:39         |
| 6.                  | «Days and Nights»           | Уоррен Хэм, Стиви Хилл             | 7:56         |
| 7.                  | «Lost Fame»                 | Уоррен Хэм, Стиви Хилл             | 4:14         |
| 8.                  | «Thank You Daniel Ellsberg» | Рик Кобб, Стиви Хилл               | 3:13         |
| 9.                  | «Fantasy»                   | Уоррен Хэм, Стиви Хилл             | 5:24         |
| Общая длительность: | Общая длительность:         | Общая длительность:                | 42:47        |

## Участники записи
- Уоррен Хэм — вокал, флейта, саксофон
- Ник Тейлор — соло-гитара, бэк-вокал
- Стиви Хилл — клавишные, бэк-вокал
- Эд Гранди — бас-гитара, бэк-вокал, продюсер
- Рик Кобб — ударные
- Питер Гранет — продюсер

## Позиция в хит-парадах
| Год  | Страна | Хит-парад                 | Позиция |
| ---- | ------ | ------------------------- | ------- |
| 1972 | США    | Billboard Top LP’s & Tape | 104     |